# Германия. Самоликвидация
«Германия. Самоликвидация» (нем. Deutschland schafft sich ab — букв. «Германия самоликвидируется») — книга немецкого политика Тило Саррацина (СДПГ), поступившая в продажу 30 августа 2010 года. Подзаголовок — «Как мы ставим свою страну на карту».

## Содержание
В книге Саррацин описывает последствия, которые, по его мнению, ожидают Германию в результате падения рождаемости, проблематичной иммиграции (в особенности, мусульманской) и растущего необеспеченного и малообразованного слоя населения.
Саррацин утверждает, что мигранты-мусульмане (турки, босняки, арабы Ближнего Востока и Магриба, выходцы из Чёрной Африки) даже во втором и третьем поколении в большинстве своём не могут и не хотят интегрироваться в немецкое общество.
Об иммигрантах же из Восточной Европы (Польша, Россия, Венгрия и др.), Южной Европы (Италия, Испания, Греция), поздних переселенцах и выходцах из азиатских стран (Вьетнам, Китай) Саррацин, напротив, высказался положительно, считая их хоть и не совсем «беспроблемными», но в большинстве готовыми к интеграции. Он утверждает, что второе и третье поколение мигрантов из этих стран имеет даже немного больший процент выпускников вузов, чем коренные немцы. Хотя он также отмечает, что иммигранты из СНГ имеют большую тягу к учению и ассимилируются относительно просто, а вот славяне-югославы встречают гораздо больше неприятностей. Кроме того, по мнению автора, миграцию из стран Юго-Восточной и Восточной Азии в Германию нужно было бы усилить, но осторожно.
Опираясь на статистику по безработице и уровню преступности, в которых фигурирует много мусульманских мигрантов, Саррацин делает вывод, что население Германии из-за постепенного изменения этнического состава всё более «тупеет», то есть падает его общий интеллектуальный уровень.
Также в книге Саррацин пишет, что создание прозрачной для «простых людей» системы образования способствовало быстрой и жёсткой «дебилизации» низов общества и, как это ни парадоксально, сокращению числа рабочих, поступающих в ВУЗы. После того, как у бедных слоёв общества появилась возможность поступать в университеты, самые талантливые из них, с высоким наследственным интеллектом, моментально покинули низшие социальные слои. Ребёнок рабочих, поступая в колледж, становился специалистом, учёным, менеджером на худой конец, переходя в другой социальный слой. Его дети поступают в университеты уже как представители среднего класса. То есть после открытия социальных перегородок, все минимально способные, талантливые и амбициозные люди первым делом сбежали из крестьян и рабочих в средний и высший социальный слой. Саррацин пишет, что значительные организационные проблемы СДПГ, ориентированной в первую очередь на рабочих, связаны с тем, что после 30 лет доступного высшего образования в среде рабочих остались только люди с наследственно низким интеллектом, органически не подходящие для умственной работы. Соответственно, рабочей партии стало не из кого набирать лидеров и организаторов (начальники цехов, управляющие и т. п. принадлежат уже к другому социальному классу и поддерживают правых и либералов). Политическая сила, обслуживающая интересы низших классов, стала недееспособной из-за продолжающегося тридцать лет отрицательного социального отбора.

## Реакция общественности
Книга, начальный тираж которой составил 25 тыс. экземпляров, была раскуплена ещё до поступления в продажу и вызвала большой ажиотаж в СМИ. Многие политики страны критически отозвались о позиции Саррацина, обвинив его в шовинизме, расизме и популизме. С осуждением книги выступили также представители мусульманской и еврейской общественности, несмотря на положительные отзывы Саррацина о еврейской общине Германии и её высоком интеллектуальном потенциале. Вслед за выходом книги последовали многочисленные теле- и радиопередачи, в которых обсуждалась позиция Саррацина по проблемам интеграции мигрантов-мусульман в немецкое общество.
Председатель СДПГ З. Габриэль сказал, что не знает, почему Саррацин желает быть членом СДПГ. Сопредседатель «Зелёных» К. Рот обозначила взгляды Саррацина как расизм, хотя его позицию можно охарактеризовать и как конфессиональный национализм.
Сопредседатель «Левых» Г. Лётч призвала к отставке Саррацина; партия также выпустила брошюру в противовес Саррацину.
Министр обороны К.-Т. цу Гуттенберг (ХСС) поставил под вопрос соответствие Саррацина должности.
Министр-президент Гессена Р. Кох (ХДС) раскритиковал Саррацина за излишне пессимистический подход, но призвал не табуизировать его позицию.
Глава НДПГ У. Фойгт предложил Саррацину в случае исключения из СДПГ стать советником руководства партии.

## Перевод на русский язык
- Германия: самоликвидация. — АСТ, 2016. — 558 с. : ил., табл. — ISBN 978-5-17-094396-8